# وعيص

تعديل مصدري - تعديل

وعيص هي إحدى قرى عزلة جعار بمديرية خنفر التابعة لمحافظة أبين، بلغ تعداد سكانها 473 نسمة حسب تعداد اليمن لعام 2004.